# Hildegard Ranczak
Hildegard Ranczak (20 de dezembro de 1895 em Vitkovice, Bohemia - fevereiro de 1987, Viena) foi uma soprano e mezzosoprano dramática sócia preferencialmente às óperas de Richard Strauss cuja carreira se baseou na Alemanha, especialmente na Ópera Estatal de Baviera em Munique.
Estreia em Düsseldorf em 1919 como Pamina na flauta mágica de Mozart, trabalhou em Colónia (1923-25), Stuttgart (1926-28) e Munique onde foi favorita do diretor Clemens Krauss atuando com frequência com a sua esposa, a soprano Viorica Ursuleac, destacando-se em óperas de Richard Strauss como Octavian do cavaleiro da rosa, Aithra na Helena egípcia, Zdenka em Arabella, e A tintureira em Die Frau ohne Schatten, criando o papel de Clairon na ópera Capriccio,
Atuou em Viena, Paris, Londres ( em Covent Garden como Salomé em 1937), Roma, Berlim, Dresden.
Trabalhou com Otto Klemperer, Leio Blech, Hans Knappertsbusch, Victor de Sabata.
Outros papéis foram Aida, Tosca, Marta em Tiefland, Rosalinda, Leonora e Minnie.
Em 1950 retirou-se como Carmen em Munique, onde foi favorita durante duas décadas.

## Discografia de referência
- Puccini: La Bohème / Krauss, em alemão, Munique 1940
- Puccini: Tosca / Ludwig, em alemão, Berlim 1944
- Verdi: Um ballo in maschera (Ein Maskenball) / Steiner, em alemão, Berlin
- Lebendige Vergangenheit - Hildegarde Ranczak

Filme
- Richard Strauss, Kein Heldenleben - documentário sobre o compositor de J.Richter (1999, televisão alemã)